# Wilhelm-Hofmann-Gymnasium
Das Wilhelm-Hofmann-Gymnasium (WHG) ist ein staatliches Gymnasium in Sankt Goarshausen am Rhein.
Im Schuljahr 2021/2022 werden 687 Schülerinnen und Schüler von 55 Lehrern in 20 Klassen und 14 Stammkursen unterrichtet.

## Geschichte
Das private Institut Hofmann wurde 1853 von dem aus Singhofen stammenden Pädagogen Wilhelm Hofmann gegründet. Das Institut war damals ein Internat. Nachdem die ursprüngliche „Bürgerschule“ im vergangenen Jahrhundert den Rang einer „Mittelschule“ (Realschule) erreicht hatte, erlangte es in den 1920er Jahren den eines „staatlich anerkannten Gymnasiums“.
Gegen Ende des Zweiten Weltkrieges wurden die Turnhalle und das Schulgebäude zerstört. Ab 1946 fand dann wieder Unterricht statt, allerdings im ehemaligen Internatsgebäude; die Schüler waren in der gepachteten Burg Katz, oberhalb von St. Goarshausen, untergebracht. Die Besitzerfamilie war nicht in der Lage, den Wiederaufbau eines Wohngebäudes für ihre Schüler zu finanzieren.
Der damalige Kreis St. Goarshausen kaufte im Jahre 1957 die Schule und wandelte sie mit Hilfe des Landes Rheinland-Pfalz in ein „Staatliches Gymnasium“ um. Mit der Verstaatlichung begann bald der Neubau eines Schulgebäudes, das 1964 fertiggestellt wurde. Das Schulgebäude beherbergte neben Klassenräumen auch eine Turnhalle, die auch als Aula diente, naturwissenschaftliche Fachräume und bis in die 90er Jahre auch zwei Sprachlabore.
Steigende Schülerzahlen erforderten eine Erweiterung des Gymnasiums. Im Landratsamt, das im Zuge einer Verwaltungsreform (siehe Geschichte des Rhein-Lahn-Kreises) freigeworden war, wurden zusätzliche Klassenräume eingerichtet.
1984 wurde in St. Goarshausen die Loreleyhalle errichtet, die vor allem als Schulsporthalle benutzt wird, aber auch von der Stadt St. Goarshausen und von Vereinen mitbenutzt werden darf. 1991 fand mit dem Aufstocken des rheinseitigen Querbaus die letzte große Erweiterung des Wilhelm-Hofmann-Gymnasiums statt.
2009 fand ein Umzug der Bibliothek vom Hauptgebäude in den umgebauten und renovierten Speicher des ehemaligen Landratsamtes statt. Durch diesen Umzug wurde einer der Musikräume in die alte Bibliothek verlegt und somit vergrößert. Zusätzlich wurden in einigen Klassenräumen interaktive Whiteboards montiert und mit Laptops ausgestattet.
2010 wurde am WHG die erste Schulfeuerwehr in Rheinland-Pfalz mit einer Übung in Dienst gestellt.
2016 wurden in allen Klassen- und Fachräumen Kurzdistanzbeamer installiert.
2020 wurde ein Aufzug am Hauptgebäude errichtet, um das Wilhelm-Hofmann-Gymnasium barrierefrei zu gestalten.
2021 wurde bei Brandschutzsanierungen im Altbau des Gebäudes festgestellt, dass die Statik der Decken nicht den aktuellen baurechtlichen Vorgaben entspricht. Daraufhin wurde das Gebäude auf Empfehlung von Bauexperten gesperrt. Nachfolgend wurde geprüft, ob die Schäden an der Betondeckung durch Sanierungsarbeiten behoben werden könnten. Aufgrund der Sperrung von zehn Klassen- und acht Fachräumen, sowie Aula und Teeküche, wurden beheizbare Container bestellt, um sie als Klassenzimmer einzurichten. Im Frühjahr 2022 wurde entschieden, den gesperrten Gebäudeteil abzureißen und durch einen Neubau zu ersetzen. Als Baukosten werden ca. 15 Millionen Euro veranschlagt.